# Lekcjonarz 4
Lekcjonarz 4 (według numeracji Gregory-Aland), oznaczany przy pomocy siglum ℓ 4 – rękopis Nowego Testamentu pisany minuskułą na pergaminie w języku greckim z XI wieku. Służył do czytań liturgicznych.

## Opis rękopisu
Kodeks zawiera wybór lekcji z Ewangelii do czytań liturgicznych, na 199 pergaminowych kartach (27,9 cm na 22,3 cm). Lekcje pochodzą z Ewangelii Jana, Mateusza i Łukasza. Zawiera noty muzyczne (neumy).
Tekst rękopisu pisany jest dwoma kolumnami na stronę, 24–25 linijek w kolumnie.
Tekst Pericope adulterae zamieszczony został w skróconej formie (Jan 8,3-11). Z punktu widzenia krytyki tekstu reprezentuje bizantyńską tradycję tekstualną.

## Historia
Paleograficznie datowany jest na wiek XI. Rękopis badał John Mill, który wykorzystał go w swoim wydaniu greckiego Nowego Testamentu.
Obecnie przechowywany jest w bibliotece University of Cambridge w Cambridge, pod numerem katalogowym Dd. 8.49.
Jest rzadko cytowany w naukowych wydaniach greckiego Novum Testamentum Nestle-Alanda (UBS3). NA27 nie cytuje go.